# 마테호른 (영화)
《마테호른》은 2013년에 개봉한 네덜란드의 영화이다.

## 캐스팅
- 톤 카스 : 프레드 역
- 르네 반트 호프 : 테오 역
- 포르키 프란센 : 캄프스 역
- 알렉스 클라센 : 준 프레드 역
- 엘리제 샤아프 : 트루디 역
- 아리안 슈루터 : 사스키아 역
- 헬머트 우덴버그 : 설교사 역